# Saint-Sauveur-en-Puisaye (tổng)
Tổng Saint-Sauveur-en-Puisaye là một tổng của Tỉnh của Yonne của Pháp.

## Phân chia hành chính
Tổng Saint-Sauveur-en-Puisaye được chia thành các đơn vị hành chính bao gồm các xã:
- Fontenoy;
- Lainsecq;
- Moutiers-en-Puisaye;
- Sainpuits;
- Sainte-Colombe-sur-Loing;
- Saints;
- Saint-Sauveur-en-Puisaye;
- Sougères-en-Puisaye;
- Thury;
- Treigny.